# Alexander Wladimirowitsch Ruzkoi

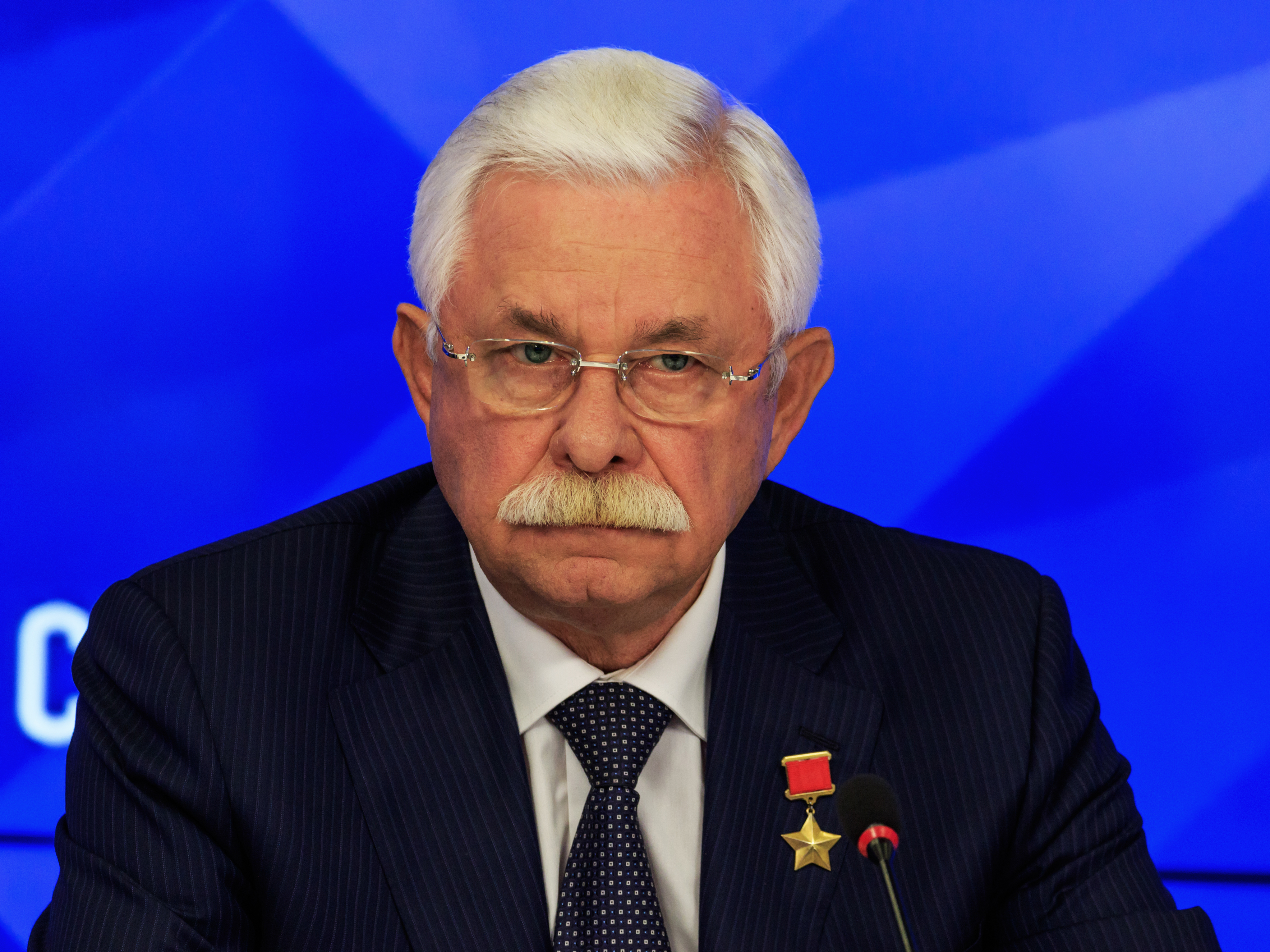
Ruzkoi 2016

Alexander Wladimirowitsch Ruzkoi (russisch Александр Владимирович Руцкой; * 16. September 1947 in Proskurow, Ukrainische SSR, heute Chmelnyzkyj, Ukraine) ist ein russischer Politiker und früherer Offizier der Sowjetarmee. Er war von 1991 bis 1993 unter Boris Jelzin russischer Vizepräsident und wurde während der Verfassungskrise von 1993 für wenige Tage vom aufgelösten Parlament anstelle Jelzins zum amtierenden Präsidenten gewählt.

## Militär
Nach der Schule 1965 schloss Ruzkoi 1971 die Hochschule für Militärflieger Werschinin in Barnaul, danach als Offizier 1979 die Militärakademie der Luftstreitkräfte „J. A. Gagarin“, und zuletzt 1990 die Militärakademie des Generalstabes der Streitkräfte der UdSSR „K.E. Woroschilow“ in Moskau ab. Von 1981 bis 1985 war er bei den Luftstreitkräften Chef des Zentrums der Militärausbildung. Während des Kriegs der Sowjetunion in Afghanistan flog Ruzkoi von 1985 bis 1988 bei einem selbständigen Kampffliegerregiment der 40. Armee 438 Einsätze, wurde zweimal abgeschossen und dabei schwer verwundet. Der erste Abschuss erfolgte am 6. April 1986 durch eine Strela-2M-Flugabwehrrakete, beim zweiten Abschuss am 4. August 1988 war er nachts mit seiner Su-25 in pakistanischen Luftraum eingedrungen und wurde daraufhin von Major Bukhari von den pakistanischen Luftstreitkräften abgeschossen. Bukhari flog eine F-16A Fighting Falcon. Ruzkoi wurde mit dem Titel Held der Sowjetunion geehrt. Als Oberst verließ Ruzkoi den aktiven Dienst und wechselte als Anhänger Jelzins in die Politik.

## Politik
Ruzkoi errang 1990 ein Mandat für den russischen Kongress der Volksdeputierten, wurde Fraktionsführer der jelzintreuen „Kommunisten für die Demokratie“ (später Volkspartei des freien Russland) im Obersten Sowjet Russlands. Er war entscheidend daran beteiligt, dass der Kongress für eine Direktwahl eines russischen Präsidenten durch das russische Volk stimmte. Boris Jelzin holte den verdienten Militär im Präsidentschaftswahlkampf 1991 als Kandidat für den Posten des Vizepräsidenten nach Moskau. Ruzkoi war vom 10. Juli 1991 bis zum 1. September 1993 der erste frei gewählte Vizepräsident Russlands.

### Augustputsch
Während des Augustputsches in Moskau organisierte Ruzkoi an der Seite Jelzins und des Moskauer Bürgermeisters Popow die Verteidigung des Weißen Hauses, dem Sitz des Obersten Sowjets. Der Augustputsch war ein Versuch, die alte Sowjetunion zu retten; als der Putsch fehlgeschlagen war, flog Ruzkoi mit dem (letzten) Ministerpräsidenten der Sowjetunion Iwan Silajew auf die Krim, um den sowjetischen Präsidenten Gorbatschow aus seinem Hausarrest in Foros zu befreien. Das Amt des russischen Präsidenten ging aus dem Putschversuch gestärkt hervor, das Amt des sowjetischen Präsidenten geschwächt. Ruzkoi wurde am 24. August zum Generalmajor befördert. Jelzin und Vertreter der Sowjetrepubliken beschlossen die Auflösung der Sowjetunion zum 31. Dezember 1991. 

### Wirtschaftsreformen
Nach der Wirtschaftskrise in Russland Mitte 1992 (Inflation 2.500 %) geriet Ruzkoi immer öfter in Streit mit Jelzin. Ruzkoi war wie der Parlamentspräsident Chasbulatow nicht mit den radikalen Wirtschaftsreformen des Jelzin-Schützlings und Ministerpräsidenten Gaidar einverstanden. 1993 setzte Jelzin ein Volksreferendum zur Wirtschaftspolitik des Präsidenten im Volksdeputiertenkongress durch, wobei Ruzkoi Jelzin zum ersten Mal die Gefolgschaft verweigerte. Kurz vor dem Referendum beschuldigte Ruzkoi Jelzin der Korruption, woraufhin Ruzkoi selbst der Korruption beschuldigt und angeklagt wurde. Durch das Bündnis zwischen Chasbulatow und Ruzkoi wurde die Arbeit im russischen Parlament immer mehr behindert.

### Verfassungskrise 1993

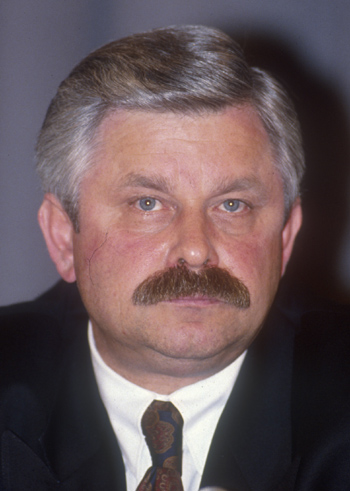
Alexander Ruzkoi 1993 bei einer Pressekonferenz, Foto: Mikhail Evstafiev

Jelzin gewann das Volksreferendum  am 25. April 1993 mit 58,1 % und legte Ruzkoi den Rücktritt nahe. Er entzog Ruzkoi Befugnisse als Vizepräsident und enthob ihn schließlich wegen Korruption des Amtes. Ruzkoi bezeichnete das Vorgehen als verfassungswidrig. Der Oberste Sowjet und das Verfassungsgericht gaben Ruzkoi recht.
Am 21. September 1993 löste Jelzin per Dekret den Kongress der Volksdeputierten auf und kündigte für den 12. Dezember Neuwahlen sowie eine Abstimmung über die von einer Verfassungskonferenz neu entworfene Verfassung an.
Der Volksdeputiertenkongress sah in der Auflösung einen Staatsstreich Jelzins und entschied, ihn durch ein Amtsenthebungsverfahren der Präsidentschaft zu entheben. Gemäß der existierenden Verfassung wurde der von Jelzin suspendierte Vizepräsident Ruzkoi zum amtierenden Präsidenten vereidigt. Am 22. September leistete Ruzkoi den Amtseid.
In den Straßen Moskaus kam es ab dem 28. September zu öffentlichen Protesten gegen Jelzins Regierung und zu erstem Blutvergießen. Ruzkoi und weitere abgesetzte Deputierte des Volksdeputiertenkongresses verbarrikadierten sich im Sitz des Volksdeputierten-Kongresses, dem Weißen Haus in Moskau. Es wurde mit Barrikaden und Stacheldraht umgeben und geschätzte 600 bewaffnete Jelzin-Gegner brachten sich im und um das Gebäude in Stellung.
Unter Vermittlung des Patriarchen Alexy II fanden bis zum 2. Oktober Gespräche zwischen Parlamentsvertretern und Jelzin statt, die jedoch zu keinem Ergebnis führten. Ruzkoi erließ ein Dekret, um Premierminister Tschernomyrdin zu entlassen.
Am Nachmittag des 3. Oktober durchbrachen teils bewaffnete Jelzin-Gegner, darunter einige Militäreinheiten, den Polizeikordon um das Weiße Haus und unterstützten die bereits dort Verbarrikadierten. Ruzkoi trat auf den Balkon des Weißen Hauses und rief dazu auf, das Rathaus zu besetzen sowie das Fernsehstudio Ostankino. Parlamentspräsident Chasbulatow rief zum Sturm auf den Kreml auf, um den „Kriminellen und Usurpator Jelzin“ im Gefängnis Matrosskaja tischina einzusperren. Jelzin unterzeichnete um 16:00 ein Dekret, um den Ausnahmezustand in Moskau auszurufen. Am Abend nahmen Demonstranten das Rathaus ein und griffen dann das Fernsehstudio Ostankino an. Der Angriff wurde durch die Polizei und Einheiten der Russischen Nationalgarde abgewehrt. 46 Menschen kamen dabei ums Leben.
Als ehemaliger General rief Ruzkoi einige seiner früheren Kollegen an, um die Armee auf seine Seite zu bringen. Diese entschloss sich aber letztlich, zu Jelzin zu halten und umstellte am Morgen des 4. Oktober das Weiße Haus mit zehn Panzern. Nach einigen Stunden begannen diese, das Gebäude zu beschießen. Gegen Mittag wurde das Gebäude Etage für Etage von den Spezialeinheiten Wympel und ALFA des russischen Inlandsgeheimdienstes eingenommen. Es gab mehrere Feuerpausen, um Personen zu ermöglichen, das Weiße Haus zu verlassen; ein Großteil der Volksdeputierten floh dabei. Der Hörfunksender Echo Moskwy strahlte Ruzkois verzweifelten Aufruf an Piloten der Luftwaffe aus, den Kreml zu bombardieren, doch dies geschah nicht. Auch Rozkois Versuch, den Präsidenten des russischen Verfassungsgerichts Sorkin dazu zu bewegen, über westliche Botschaften die Sicherheit von Ruzkoi und seiner Gefolgsleute garantieren zu lassen, schlug fehl. Ruzkoi und Chasbulatow wurden unter dem Vorwurf des Hochverrats verhaftet und wegen Anstiftung zu Massenunruhen angeklagt.
Am 5. Oktober fiel der bewaffnete Widerstand gegen Jelzin in sich zusammen. Nach offiziellen Angaben der Generalstaatsanwaltschaft kamen bei den Kämpfen 46 Personen beim Sturm auf das Fernsehstudio ums Leben sowie am Weißen Haus 77 Zivilisten und 24 Militärangehörige.
Bei den am 12. Dezember 1993 abgehaltenen Wahlen zur neu geschaffenen Duma errangen die Gegner Jelzins die Mehrheit. Gegen den Protest Jelzins wurde am 26. Februar 1994 auf Antrag der nationalistischen LDPR unter Wladimir Schirinowski und gemeinsam mit den neu organisierten Kommunisten der KPRF eine Amnestie für die Putschisten des Augustputsches 1991 und der Jelzin-Gegner der Verfassungskrise 1993 beschlossen.

### Gouverneur
Ruzkoi arbeitete fortan mit jelzinkritischen Parteien wie der KPRF oder nationalistischen Organisationen zusammen. 1995 gründete er die nationalkommunistische Derschawa, die bei den russischen Parlamentswahlen jedoch erfolglos blieb. Bei den Wahlen zum Gouverneur der Oblast Kursk errang Ruzkoi 78,9 % und wurde bis 2000 Gouverneur der Provinz mit Sitz im russischen Föderationsrat. Ruzkoi verschaffte seinen Brüdern und Söhnen lukrative Posten in Kursk, die diese teilweise wieder zurückgeben mussten. Bei den Gouverneurswahlen 2000 setzte sich der Kandidat des Kreml durch.
Alexander Ruzkoi ist verheiratet mit Ludmilla Alexandrowna. Seine beiden Söhne heißen Dmitri und Alexander.